# Sesso allegro
Sesso allegro è un film pornografico italiano del 1981 diretto da Mario Siciliano con lo pseudonimo Lee Castle.
Il film è uno dei primi esempi, nel cinema italiano, di connubio tra commedia e hardcore. Esso, infatti, si ispira, vagamente, al celebre Amici miei di Mario Monicelli.

## Trama
Un gruppo di burloni ha il chiodo fisso del sesso e per attuare le proprie scorribande erotiche fa diffondere, via radio, un comunicato che avverte che tre criminali sono fuggiti da un carcere. La causa della fuga sarebbe dovuta alle pessime condizioni "sessuali" del carcere. L'annuncio funge, quindi, da richiamo per tutte le donne vogliose della provincia, con conseguenze ovvie.